# Birth of the Blues
Birth of the Blues é um filme estadunidense de 1941, do gênero musical, dirigido por Victor Schertzinger e estrelado por Bing Crosby e Mary Martin. O filme tem a intenção de documentar os primórdios do jazz e, assim, mostra 14 canções, desde as clássicas St. Louis Blues, Memphis Blues e St. James Infirmary até novidades, como The Waiter, the Porter and the Upstairs Maid, de Johnny Mercer.
O filme foi indicado para o Oscar de Melhor Trilha Sonora (Filme Musical).

## Sinopse
Na Nova Orleans do início do século XX, o clarinetista Jeff Lambert, amante do jazz, forma sua própria banda, com o amigo trompetista Memphis. No entanto, eles encontram dificuldades em conseguir trabalho, devido ao preconceito contra aquela "música de negros". Finalmente, a salvação vem pelas mãos da cantora e amiga Betty Lou Cobb que, ao ser contratada pelo Black-Tie Café, exige ser acompanhada pela banda. O sucesso chega, porém as coisas continuam difíceis, pois Jeff e Memphis apaixonam-se por Betty, o que causa tensões internas. Além disso, o clube é dominado por mafiosos, que frustram os planos de Jeff de levar seus músicos para Chicago.

## Elenco
| Ator/Atriz                 | Personagem                        |
| -------------------------- | --------------------------------- |
| Bing Crosby                | Jeff Lambert                      |
| Mary Martin                | Betty Lou Cobb                    |
| Brian Donlevy              | Memphis                           |
| Carolyn Lee                | Tia Phoebe Cobb                   |
| Eddie "Rochester" Anderson | Louey                             |
| J. Carrol Naish            | Blackie                           |
| Warren Hymer               | Limpy                             |
| Hayden Stevenson           | Ajudante de palco (não-creditado) |

## Principais premiações
| Prêmio                   | Categoria                    | Situação |
| ------------------------ | ---------------------------- | -------- |
| Oscar                    | Melhor Trilha Sonora         | Indicado |
| National Board of Review | Melhor Atuação (Bing Crosby) | Vencedor |